# 本州四国連絡橋
本州四国連絡橋（ほんしゅうしこくれんらくきょう）または本四連絡橋は、本州と四国を橋などで結ぶ道路・鉄道ルートである。本州四国連絡高速道路株式会社および独立行政法人日本高速道路保有・債務返済機構（2005年〈平成17年〉9月30日までは本州四国連絡橋公団）が管理運営し、以下の3ルートがある。
神戸・鳴門ルート（こうべ・なるとルート、通称：明石海峡大橋・大鳴門橋）
- 全線開通：1998年（平成10年）4月5日
- 供用内容：神戸淡路鳴門自動車道
- 通過市町村：兵庫県神戸市垂水区、洲本市、南あわじ市、徳島県鳴門市

児島・坂出ルート（こじま・さかいでルート、通称：瀬戸大橋）
- 全線開通：1988年（昭和63年）4月10日
- 供用内容：瀬戸中央自動車道、四国旅客鉄道（JR四国）本四備讃線
- 通過市町村：岡山県倉敷市、香川県坂出市

尾道・今治ルート（おのみち・いまばりルート、通称：瀬戸内しまなみ海道）
- 全線開通：1999年（平成11年）5月1日（生口島、大島内の高速道路を除く）
- 供用内容：西瀬戸自動車道、歩行者・自転車・原付専用道
- 通過市町村：広島県尾道市、愛媛県今治市

1999年（平成11年）5月1日の尾道・今治ルートの開通をもって3ルートがそろい、事業としては完成している。

## 概要

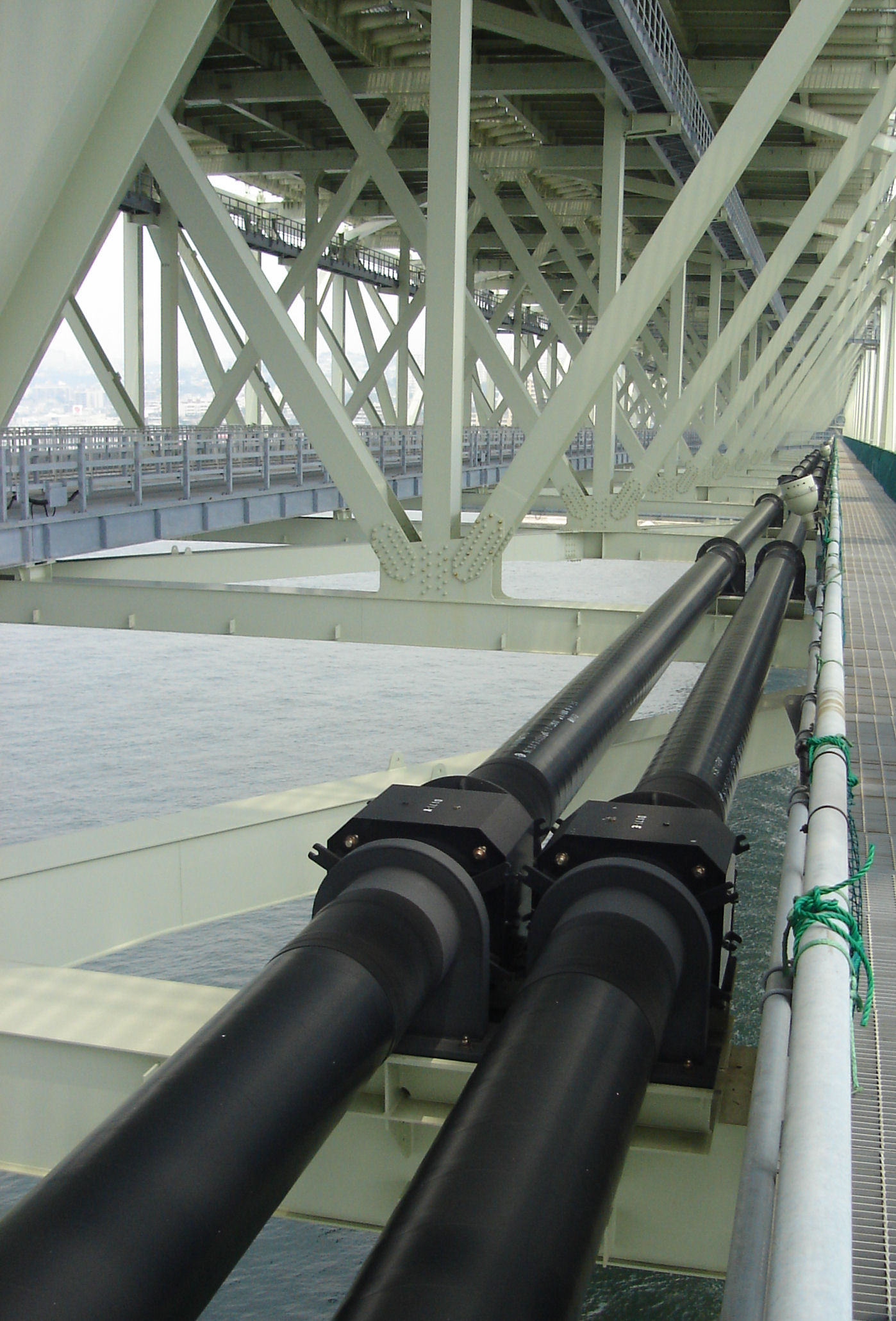
ライフライン（明石海峡大橋に敷設されている上水道）

本州四国連絡橋は、四国4県の人々の人命を守る防災目的、物流・運輸・観光の時短目的等により、国が策定した国家プロジェクトである。
道路としての神戸淡路鳴門自動車道・瀬戸中央自動車道・西瀬戸自動車道の3路線を本州四国連絡道路と総称し、本州四国連絡橋の最大の機能となっている。また、西瀬戸自動車道には歩行者・自転車・原動機付自転車（125 cc以下）の専用道路も併設されている。
鉄道は児島・坂出ルートのみにある。JR四国の本四備讃線（愛称：瀬戸大橋線）として供用している部分（主に橋梁下部）は、日本高速道路保有・債務返済機構がJR四国に貸し付けている（ただし鉄道事業法第59条の規定で日本高速道路保有・債務返済機構には同法が適用されず、JR四国は第一種鉄道事業者となる）。なお、当初計画では神戸・鳴門ルートにも鉄道を通す予定だった。
こうした道路機能・鉄道機能のほかに送電線・導水管・光ファイバーケーブルも敷設され、本州と四国を結ぶライフラインの機能も有している。
本州－九州間は下関市と北九州市門司区のいわゆる「関門」エリアでしか接続ができず、また四国 - 九州間は船舶というルートしかないということに比べれば、本州 - 四国間は複数の接続ルートを持つため、1つの道路が途絶してもほかでカバーでき、近畿・四国・中国が相互に行き来できる。

### 呼称

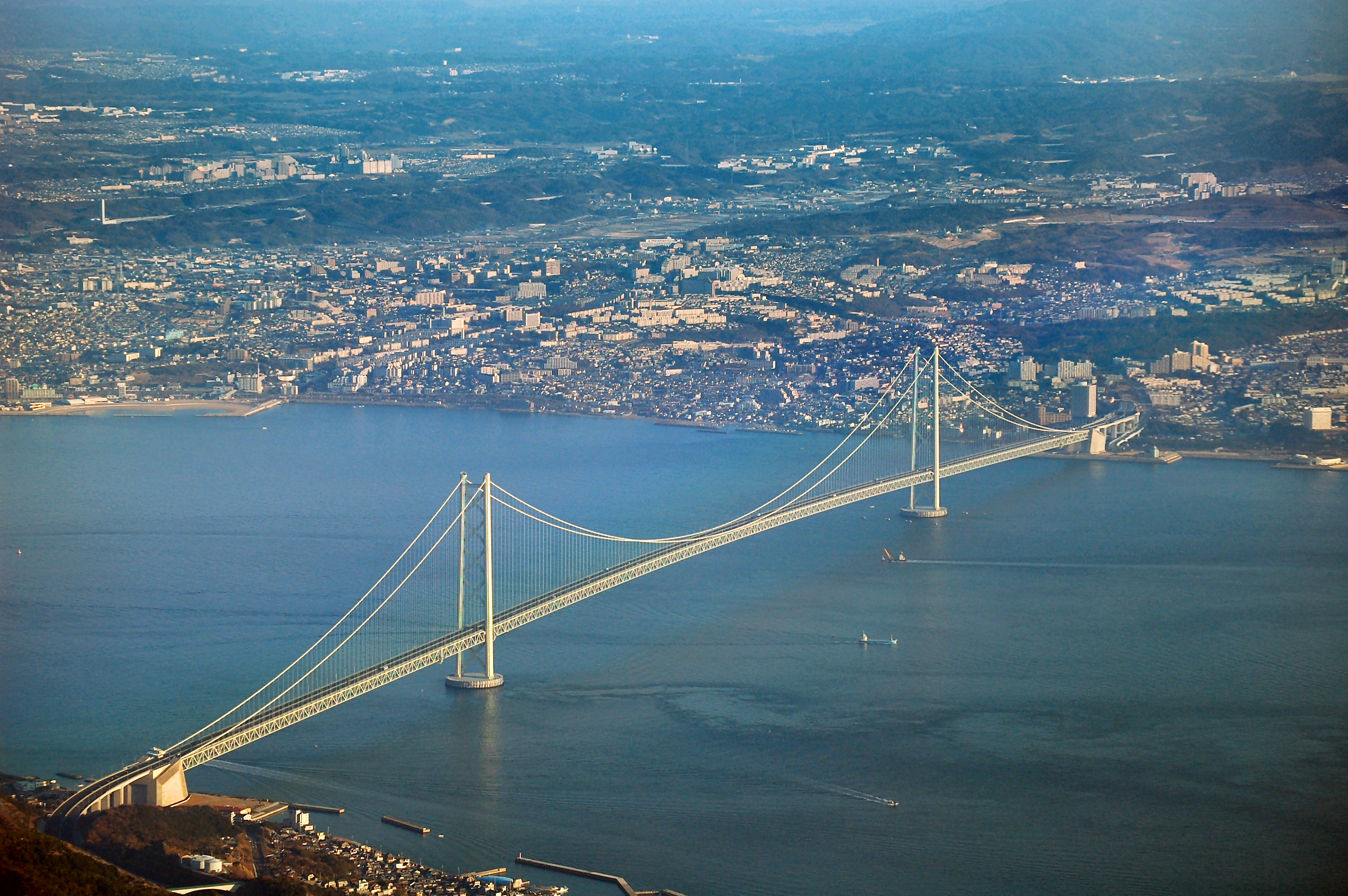
神戸・鳴門ルートの明石海峡大橋

正式名称はプロジェクト名でもある「本州四国連絡橋」であるが、メディア等では様々な呼称で表現され以下の例がある。
- 本四架橋（ほんしかきょう）
- 本州四国架橋（ほんしゅうしこくかきょう）
- 本四連絡橋（ほんしれんらくきょう）
- 本四高速連絡橋（ほんしこうそくれんらくきょう）

なお各々のルート毎や各橋毎の呼称も、様々に存在する。（各項を参照）

## 沿革

### 前史
- 1889年（明治22年）5月23日 香川県議会議員大久保諶之丞が本四架橋の必要性をとなえる。
  - 讃岐鉄道の開通式の席で本州と四国との間に橋を架ける構想を提案したのが、本州四国連絡橋構想の始めの一歩といわれている。
- 大正時代には徳島県選出代議士の中川虎之助が「鳴門架橋に関する建議案」を国会に提出した。
- 昭和に入ると、神戸市長の原口忠次郎が「明石海峡架橋構想」を固めた。

### 戦後
- 1955年（昭和30年）5月11日 国鉄宇高連絡船「紫雲丸」の海難事故（紫雲丸事故）。修学旅行の小学生など死者168名、これがきっかけで本四架橋の構想が具体化した。なお、紫雲丸は就航してから9年間に5回事故を起こし、2回の沈没で死者175名を出している。
  - この時期、伯方島木浦（きのうら）港沖の第十東予丸沈没事故（死者397名）、生口島瀬戸田港沖の第五北川丸沈没事故（死者113名）、明石海峡でのせきれい丸沈没事故（死者304名）など旅客船の沈没事故が相次ぎ、多数の犠牲者が出ていた。重大事故が多発する背景として、戦中のアメリカ軍空襲などによる国内の船舶喪失や戦後の混乱期により運航できる船舶の絶対数が足りず、少々の悪天候でも定員以上の乗客を乗せて運航していたことが挙げられる。
- 先の事故を契機に各ルート沿線自治体で架橋推進協議会が発足し、架橋誘致運動が活発化。架橋協力預金制度や、キャンペーンのための歌や「架橋音頭」が作られた。なお、1954年の洞爺丸事故を含めて被害者救済が国会で議題となった結果、船客傷害賠償責任保険が整備された。
- 1959年（昭和34年） 国鉄や建設省による調査開始。
  - 建設省により明石・鳴門ルート（Aルート）、日比・高松ルート（Cルート）、児島・坂出ルート（Dルート）、尾道・今治ルート（Eルート）の4ルートで調査開始。その後、国鉄の宇野・高松ルート（Bルート）が加わり5ルートとなる。

### 着工へ
その後激しい誘致合戦を経て、A,D,Eの3ルートに絞り込まれる。
- 1969年（昭和44年） 新全国総合開発計画に3ルートの建設が明記される。
- 1970年（昭和45年）1月31日 閣議により、3ルートの実施設計調査を同時に着手する方針を決定する。
- 1970年（昭和45年）5月 本州四国連絡橋公団法が成立する。
- 1970年（昭和45年）7月1日 本州四国連絡橋公団が設立される。
- 1970年（昭和45年）12月 建設大臣・運輸大臣による調査に関する基本計画が指示される。
- 1972年（昭和47年） 調査報告書が提出される。
- 1973年（昭和48年）9月 工事に関する基本計画が指示される。
  - 3ルート、鉄道は2線（児島・坂出ルートは新幹線・在来線併設、明石・鳴門ルートは新幹線単独）。
- 1973年（昭和48年）10月 3ルート（明石・鳴門ルートの大鳴門橋、児島・坂出ルートの南備讃瀬戸大橋・北備讃瀬戸大橋、尾道・今治ルートの因島大橋・大三島橋）の起工式を11月25日と内定する。
- 1973年10月26日 工事実施計画が認可される。

### 着工延期
この矢先に、オイルショックの影響による総需要抑制策で着工が延期される。
- 1973年（昭和48年）10月 オイルショックが発生する。
- 1973年（昭和48年）11月16日 石油緊急対策要綱を閣議決定し、以後「総需要抑制策」がとられる。
- 1973年（昭和48年）11月20日 建設大臣より「着工延期」の指示が各自治体に下る。起工式の5日前の事であった。

### 部分着工へ
その後1ルート3橋として進めることが決まり、順次事業化を手がける橋を拡大していった。
- 1975年（昭和50年）8月 関係大臣により1ルート着工の方針が決まる。
  - 「当面1ルートにつき、その早期完成を図る。右ルートは鉄道併用橋とし、第三次全国総合開発計画において決定する。」
- 1975年（昭和50年）8月18日 「1ルート3橋」の方針を決定する。
  - 関係省庁決定
    1. 大三島橋は着工の凍結を解除する。
    2. 大鳴門橋は、従来の方針で諸般の準備を進める。
    3. 因島大橋については、引き続き、着工時期について検討する。
- 1975年（昭和50年）12月21日 大三島橋が着工される。
- 1976年（昭和51年）7月2日 大鳴門橋が着工される。
- 1976年（昭和51年）7月16日 因島大橋の着工準備が指示される。
- 1977年（昭和52年）1月8日 因島大橋が着工される。
- 1977年（昭和52年）4月 閣議了承により「1ルート」を決定する。
  - 「当面早期完成を図る1ルートは、道路・鉄道併用橋とし、総合的観点から、児島・坂出ルートとすることを内定する。」（以下略）
- 1977年（昭和52年）11月4日 「全国総合開発計画」が閣議決定される。
  - 「本州・四国連絡ルートについては、当面、早期完成を図るルートとして児島〜坂出ルートに道路・鉄道併用橋を建設することとし、環境影響調査等の結果を踏まえて事業を実施する。」
- 1978年（昭和53年）10月10日 児島・坂出ルート全線が道路鉄道併用橋として着工される。
- 1983年（昭和58年）5月 「臨調」が閣議決定される。
  - 「本州四国連絡橋の建設は当面1ルート4橋に限定する。」
- 1985年（昭和60年）8月 明石海峡大橋を道路単独橋とする方針が決定される。
- 1985年（昭和60年）12月 明石海峡大橋と生口橋の事業化が追加決定される。
- 1987年（昭和62年）12月 来島大橋の事業化が追加決定される。

### 一号橋完成
- 1979年（昭和54年）5月13日 全架橋で初めて、大三島橋が開通する。
- 1983年（昭和58年）12月4日 因島大橋が開通する。
- 1985年（昭和60年）6月8日 大鳴門橋が開通する。
- 1987年（昭和62年） 撫養橋が開通する。
- 1988年（昭和63年） 伯方・大島大橋が開通する。

### 本四つながる
- 1988年（昭和63年）4月10日 児島・坂出ルート（瀬戸大橋）が全面開通。
  - 歴史上初めて本州と四国が事実上陸続きになった。皇太子夫妻（当時）を招き、香川県坂出市の与島で記念式典を開催。JR瀬戸大橋線は始発から営業開始、瀬戸中央自動車道は午後3時から供用開始。
  - これに先立つ4月3日には瀬戸大橋開通前イベントとして「瀬戸大橋ブリッジウォーク」を開催。10万人が参加し、正午には参加者全員で手をつなぎ本州と四国を約10 kmの人の鎖で結んだ。
  - この年の3月には青函トンネルが開通しており、瀬戸大橋の開通をもって日本列島の4つの島が鉄道で結ばれた（一本列島）。
- 1991年（平成3年） 生口橋が開通する。
- 1994年（平成6年） 電源開発により、本州と四国を結ぶ高圧電線（50万V）「本四連系線」が完成。
- 1998年（平成10年）4月5日 明石海峡大橋が開通し、神戸・鳴門ルートが全面開通。
- 1998年（平成10年）6月10日 正午過ぎ、しまなみ海道来島海峡大橋の建設現場で事故。47トンの巨大な鋼鉄製仮設桁と、これを吊っていた作業車が約60メートル下の地上に落ち、作業車にいた23歳から56歳までの男性7人が死亡、1人が重傷を負った。本州四国連絡橋3ルートの工事で最悪の惨事だった。
- 1999年（平成11年）5月1日 来島海峡大橋、多々羅大橋、新尾道大橋が開通し、尾道・今治ルート（瀬戸内しまなみ海道）が全面開通。但し、西瀬戸自動車道の一部区間で未供用となっていた。
- 2005年（平成17年）10月1日 公団民営化により、本州四国連絡高速道路株式会社が発足。
- 2006年（平成18年）4月29日 最後の未開通区間である、西瀬戸自動車道の生口島北IC - 生口島南IC間（一般国道317号生口島道路）が開通し、西瀬戸自動車道が全線供用開始する。

## 各ルート詳細

### 神戸・鳴門ルート（Aルート）

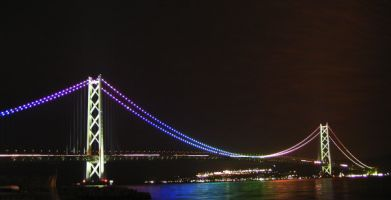
明石海峡大橋（夜景）

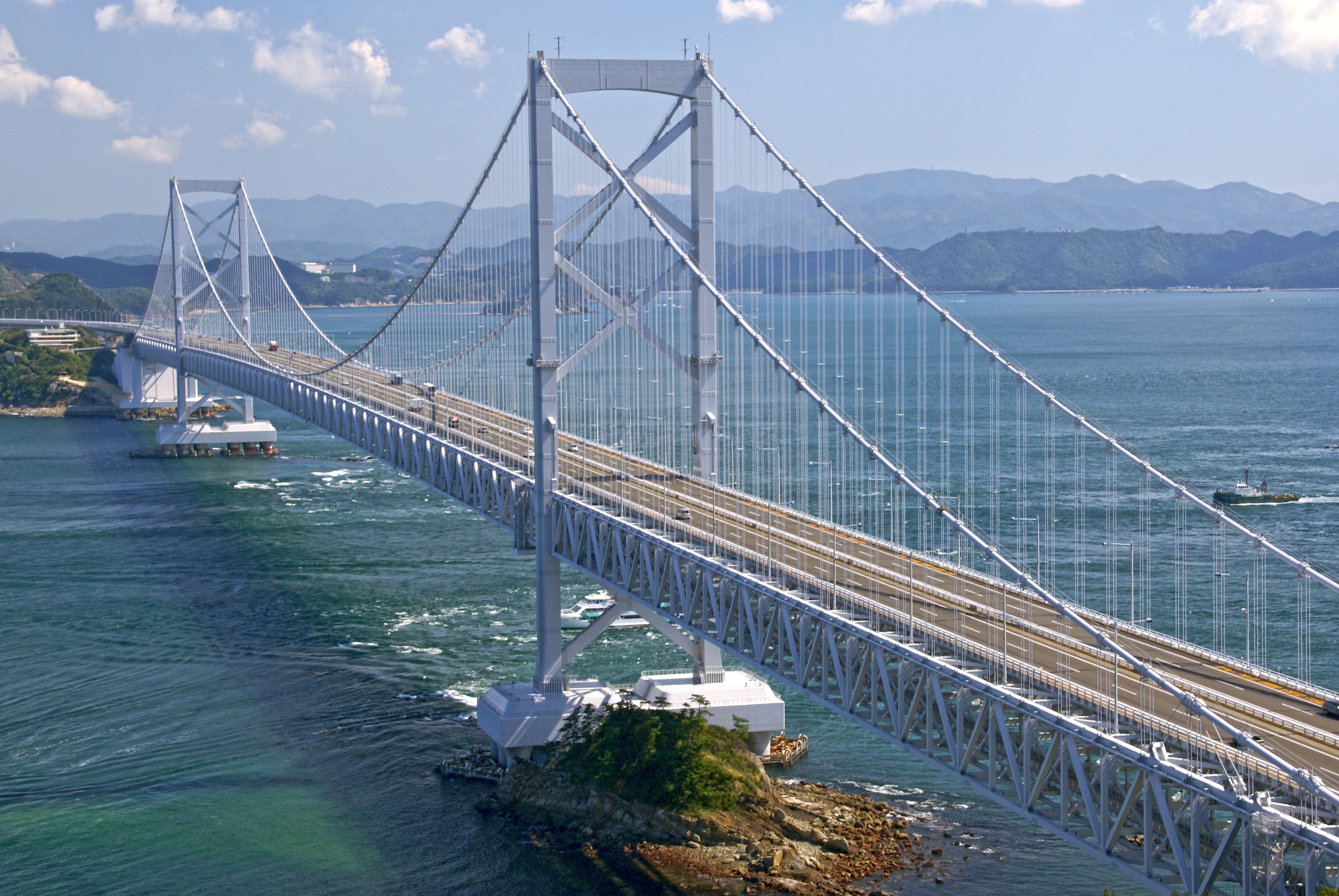
大鳴門橋

兵庫県神戸市垂水区舞子から徳島県鳴門市に至る、全長89.0 km（橋梁部6.5 km）のルート。
- 明石海峡大橋（吊橋）
- 大鳴門橋（吊橋）
- 撫養橋（桁橋）

機能
- 道路（神戸淡路鳴門自動車道）
- 上水道
- 未供用だが、大鳴門橋には新幹線を敷設するための設備がある鉄道道路併用橋である（明石海峡大橋は併用橋でないため別に橋かトンネルが必要）。

事業費
約1兆5000億円

### 児島・坂出ルート（Dルート）

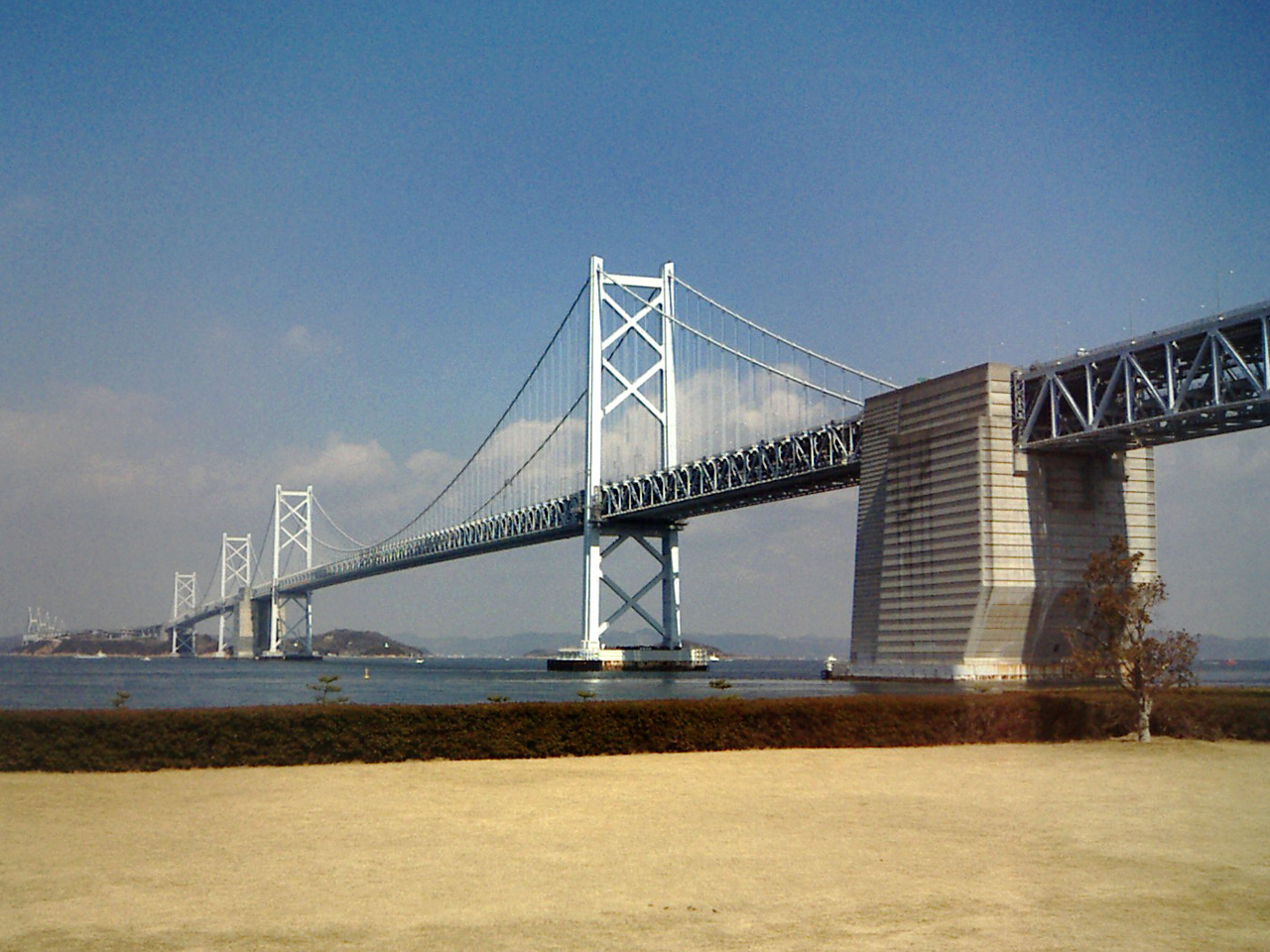
南備讃瀬戸大橋（中央）と北備讃瀬戸大橋（左）

岡山県倉敷市から香川県坂出市に至る、全長37.30 km（橋梁部9.40 km）のルート。
橋梁
- 下津井瀬戸大橋（吊橋）
- 櫃石島橋（斜張橋）
- 岩黒島橋（斜張橋）
- 与島橋（トラス橋）
- 北備讃瀬戸大橋（吊橋）
- 南備讃瀬戸大橋（吊橋）

機能
- 道路（瀬戸中央自動車道）
- 鉄道（JR本四備讃線） ※四国新幹線は計画のみ
- 送電線（電源開発 本四連系線）

事業費
約1兆1700億円

### 尾道・今治ルート（Eルート）

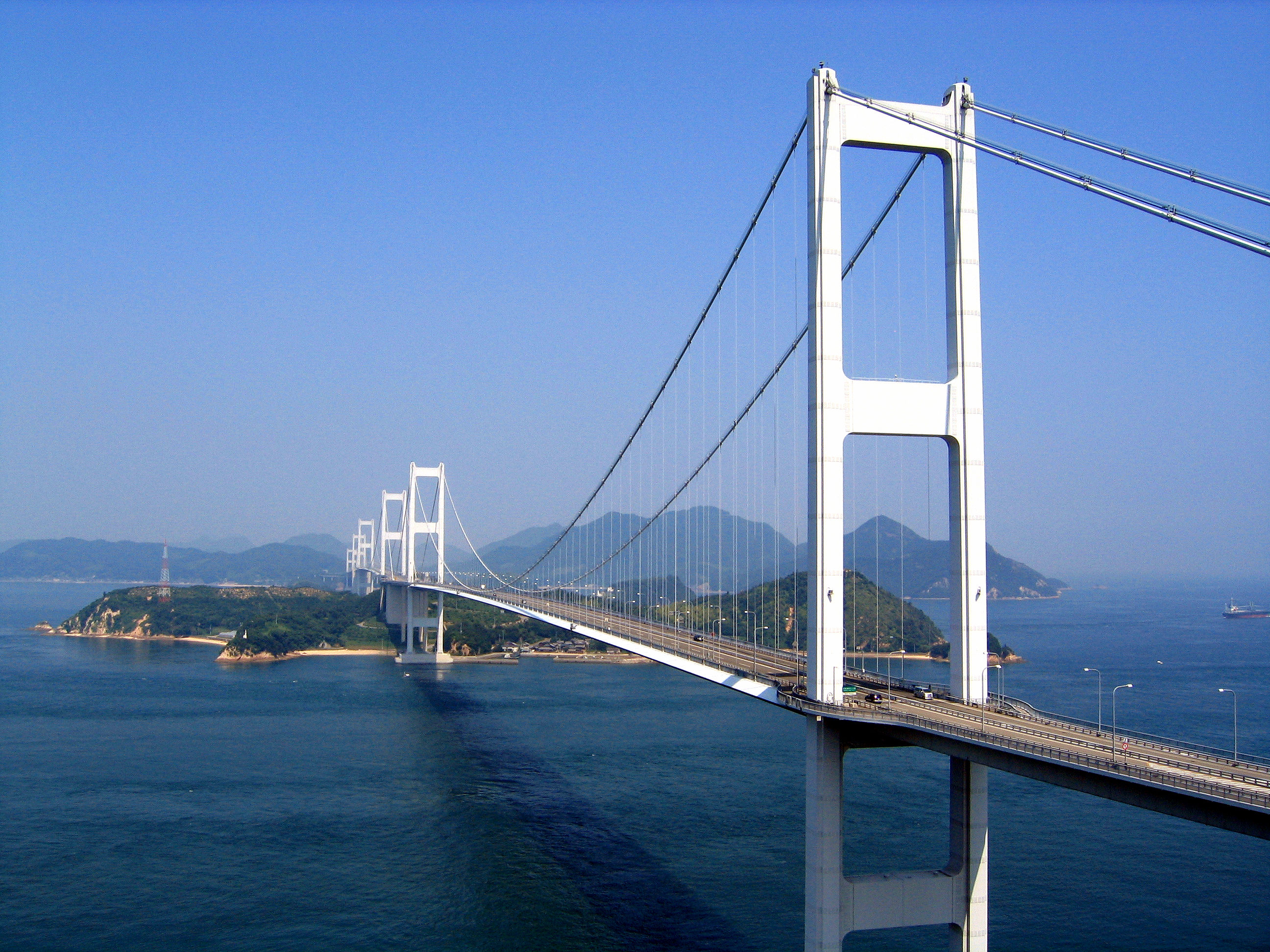
来島海峡大橋

広島県尾道市から愛媛県今治市に至る、全長59.40 km（橋梁部9.50 km）のルート。
橋梁
- 新尾道大橋（斜張橋）・尾道大橋（斜張橋）
- 因島大橋（吊橋）
- 生口橋（斜張橋）
- 多々羅大橋（斜張橋）
- 大三島橋（アーチ橋）
- 伯方・大島大橋（吊橋）
- 来島海峡第一大橋（吊橋）
- 来島海峡第二大橋（吊橋）
- 来島海峡第三大橋（吊橋）

機能
- 道路（西瀬戸自動車道）
- 道路（しまなみ海道サイクリングロード、歩行者・自転車・原動機付自転車（125 cc以下）の専用道路）

事業費
約7500億円

### 宇野・高松ルート（Bルート：着工に至らず）
玉野市の宇野港付近から直島・男木島・女木島を経て高松市に至るルート。
既存の宇野駅や高松駅との接続が容易なため国鉄を中心に本案を推す声があったが、直島 - 男木島間の橋梁が長くなるため断念された。直島には駅や出入口を置く構想もあり、本ルート断念後も直島町では宇野との間に限った架橋を求める声があった。

### 日比・高松ルート（Cルート：着工に至らず）
玉野市の日比付近から大槌島・小槌島を経て高松市の五色台付近に至るルート。
海上の距離が最短であったが、日比 - 大槌島間の橋梁が長くなることから三ツ子島に橋脚を据えることができたDルートに比べて工費がかかり技術的にも困難なことから断念された。

## 参考資料
- 藤川寛之著、財団法人交通研究協会発行『本州四国連絡橋のはなし-長大橋を架ける-』（成山堂書店、2002年、ISBN 4-425-76111-1）